# Palermo (Boyacá)
Palermo es un centro poblado colombiano perteneciente al Corregimiento homónimo del municipio de Paipa, situado en la provincia de Tundama, en el departamento de Boyacá (Colombia). Posee un clima templado a una altitud de 1980 m s. n. m. y temperatura promedio 24 °C. Incrustado así entre los departamentos de Boyacá y Santander. Limita con cinco municipios que son Charalá (Santander), Gámbita (Santander), Paipa, Duitama y Sotaquirá, con este último perteneció en lo civil y eclesiástico, por más de tres siglos.

## Generalidades
Para llegar a Palermo se pasa por la reserva regional de flora y fauna de Ranchería a 30 km del municipio de Paipa de los cuales se encuentran pavimentados aproximadamente 14 a 15 km del centro de Paipa.

### Demografía
El corregimiento cuenta con una población en su mayoría mestiza y blanca, producto del desplazamiento de colonos provenientes del municipio de
Sotaquirá Boyacá (al cual perteneció su territorio por más de tres siglos) y Gambita Santander, lo cual generó un arraigo cultural propio y único que lo diferencia cultural e históricamente del municipio de Paipa, generando tradiciones que se mantienen hasta el día de hoy.

## Historia
Se remonta a los años de 1770 cuando este sitio se le conocía como Pueblo Viejo, vereda de Sotaquirá y que luego en el año de 1820 fue bautizado por el Pbro. Dr Nicolás Álvarez con el nombre de PALERMO, este nombre fue colocado en honor de la virgen de Santa Rosalía que es proveniente de Palermo(Italia). Este corregimiento de Paipa es reconocido localmente por su belleza natural, gracias a que a él pertenecen varias cascadas, el Pozo del Pato y el parque natural Municipal Ranchería. El ascenso permite ver una hermosa panorámica del centro de Paipa.
Palermo fue elegido canónicamente como parroquia el 22 de septiembre del año 1962 por el Obispo de Tunja, Monseñor Ángel María Ocampo Berrío.
Los límites fueron designados principalmente en la parroquia de Gámbita en el año de 1808 y los demás límites fueron definidos en la notaria de Paipa en los años de 1913 Y 1915 respectivamente.
Palermo era otorgado y manejado por cédulas reales que confirmaban el título como propietarios de ciertos terrenos.
Palermo (Boyacá) fue conformado como Corregimiento, según el acuerdo del concejo Municipal de Paipa 025 del 9 de julio del año 1995.

## División política
Además, del centro poblado del mismo nombre, el corregimiento de Palermo cuenta bajo su jurisdicción con 8 veredas:
- Peña Amarilla
- San Pedro
- El Retiro
- Curial
- Peña Blanca
- El Fical
- Guacamayas
- El Venado.

## Superficie
Su extensión es considerable; tiene 160 km². y, en consecuencia es más de la mitad del municipio de Paipa que tiene un total de 310 km².

## Economía
Se basa en la agricultura como papa, maíz, alverja, café, mora de castilla, caña de azúcar y la ganadería especialmente la de raza cebú y normando además de la cría de especies
menores. Con base en los productos que se producen se tiene una variedad de delicias como lo son los amasijos, las regañonas, amasijos blancos, la arepa cariseca y el queso palermano productos que son muy apetecidos por los turistas y visitantes.En una de las visitas del Gobernador de Boyacá a Palermo (Boyacá) resalta que las galletas autóctonas de Palermo (Boyacá) especialmente las regañonas y la arepa cariseca hay que darlas a conocer al país he incentivar su comercialización. 
Además se cuenta con un proyecto de apriscos en la cría de camuros que son ovejas de pelo o de clima cálido.
Actualmente se lleva a cabo un proyecto de apiarios como la empresa Apicola Palermo Real en el territorio de Palermo para la producción de miel y polen de abejas.

## Gastronomía
La gastronomía del corregimiento de Palermo, en Boyacá, refleja la rica tradición culinaria de la región andina colombiana. Estos platos no solo son deliciosos, sino que también representan la fusión de tradiciones indígenas y españolas, que caracterizan la cocina boyacense y las recetas que guardan los abuelos, entre los cuales están:
- Las regañonas (galletas de maíz y panela)
- Colaciones (maíz con trigo)
- Almojábanas de mazorca
- Arepas carisecas (maíz)
- Arepas de mazorca (sarapa,tortilla,arepa)
- Arepas de trigo
- Arepas Liudas (Maíz) asada en laja
- Arepas de Gato (trigo integral y calabaza) asada en laja
- Los indios o pepes
- Envueltos
- Empedrados
- Tamales
- Abuelitas o Viejas (tamales de centro verde o arveja)
- El Angú (sopa dulce de maíz tostado con suero y queso)
- La mazamorra dulce
- El mute
- Cuchuco (maíz,trigo,cebada)
- Sopa de ruyas
- El ajiaco
- La changua
- Queso Paipa
- Queso doble crema
- Camuro Asado
- Camuro Sudado
- Gallina Criolla
- Chorizos de Guarapo
- Morcilla de cuello de gallina.
- Lágrimas de Ángel(postre de calabaza)
- Dulces y derivados de mora
- Dulces y derivados de café
- Chicha(maíz, papa criolla, ahuyama o zanahoria)
- Masato (maíz, arroz o ibias)
- Guarapo (miel de caña o miel de abejas)
- ETC...

## Vías de comunicación

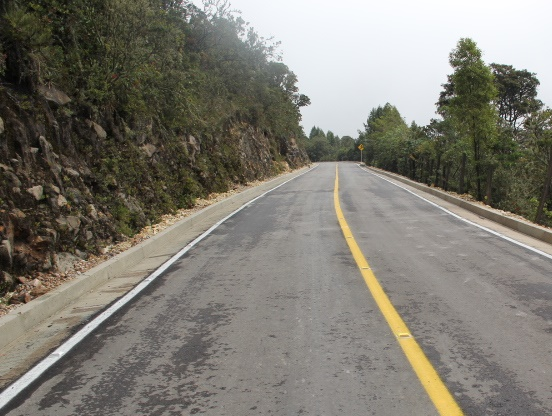
Via Paipa - Palermo (Boyacá) (SECTOR PARAMO)

La carretera que conduce de Paipa a Palermo (Boyacá), que tiene unos 31 km, fue iniciada por el ingeniero, doctor Fortunato Ayala, al comenzar la década de los 50s (y aunque no se siguieron los mejores dictámenes de la técnica) al final se culminó la obra 20 años más tarde, cuando la carretera de Peña Blanca había llegado ya a Palermo (Boyacá).
Hay que anotar que el trayecto, desde Peña Amarilla hasta PALERMO, se siguió por el camino que habían trazado, por allá el año 17, don Miguel Jiménez y don Pedro Agudelo, para reemplazar el viejo camino que descendía al pueblo por la loma de San Antonio, en medio de los ríos.
La carretera de Duitama a Palermo (Boyacá) tiene un total de 41 km, divididos así: 31 km sobre la carretera de Torres hasta el sitio llamado el Carmen, y 10 km de allí hasta Palermo (Boyacá).
¿Por qué se llama "de Torres" a esta carretera? Un general de apellido Torres trazo el antiguo camino sobre el que se construyó más tarde dicha carretera. Esos Torres y unos Salcedos tenían posesiones en aquellas regiones y fueron quienes vendieron las montañas que pertenecen hoy día a los padres "Jesuitas".
Esta carretera a Palermo (Boyacá) fue terminada gracias a la visión y al impulso del entonces alcalde de Duitama, señor Don Manuel Castro, quien previo la ventaja de atraer a una región abandonada que podría contribuir con su simpatía hacia Duitama y también con el aporte de todos sus productos.
La carretera de Palermo (Boyacá) a Gámbita. Esta carretera, de aproximadamente 33 km fue concertada por dos jurisdicciones, después de una reunión previa, realizada en el sitio llamado "El Guamo" en donde se convino que cada cual construiría su trayecto, comenzando de su respectivo centro hasta llegar a los límites.
En corto tiempo realizaron lo pactado:y hoy día esta carretera presta un invaluable servicio a las dos comunidades, que por tiempo inmemorial tuvieron que transitar aquellos desfiladeros del Alto de Fimique para intercambiar productos.

## Topografía

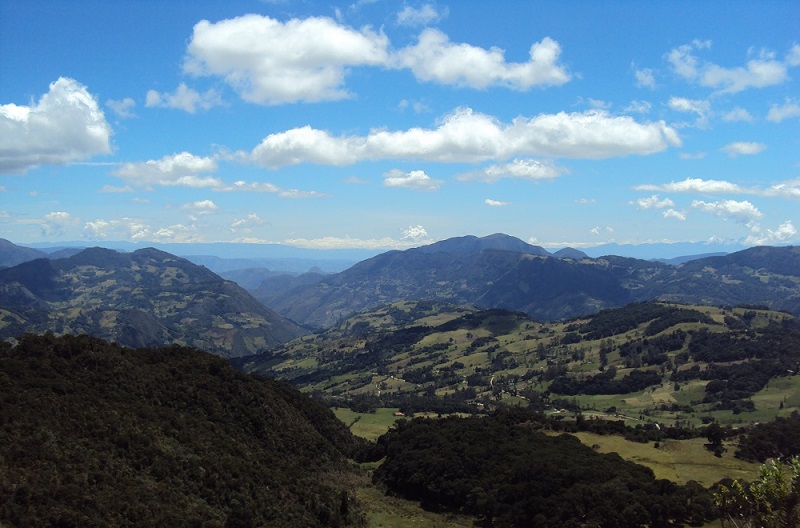
Panorámica del territorio de Palermo

La topografía del territorio de Palermo (Boyacá) tiene una superficie tan irregular y accidentada que podría simplemente describirse - como una profunda depresión entre un macizo de montañas - que el tiempo y las vertientes caudalosas de remotas épocas, excavaron sobre las hendiduras y gargantas de los volcanes que formaron los Andes.
Por eso en aquel resquebrajamiento de montañas, quedaron variadas superficies de todos los niveles, altitudes y tamaños, como en un mosaico roto que el azar y el tiempo hubiesen armado de retazos. No hubo allí espacio para grandes altiplanicies, pero hay pequeñas mesetas, laderas, desfiladeros, y hondonadas que amplían las estribaciones de las cordilleras, como Peña Amarilla, El Retiro, Peña Blanca y el Venado, donde pacen hoy ganados de varias especies y crece una gran variedad de cultivos en huertas y labranzas.
La parte más abrupta, profunda y estrecha de este gigantesco Cañón que se vierte sobre Santander, comienza allí donde se encuentra el pintoresco caserío, pues es en el lugar donde se dieron cita los tres ríos: el Chontales, el Peña Amarilla y el Cuestano, y donde los tres, socavaron con el tiempo amplias laderas y empujaron la base de los cerros, cuyas crestas se asoman a pico sobre el pueblo.
Mirando desde aquel Cañón hacia la Cabecera, el panorama es un abanico abierto, cuyos pliegues rematan sobre los escarpados filos de la Rucia, el Soadátiva y la cordillera de los Verdegales que forman en conjunto, como una muralla en herradura, infranqueable por mucho tiempo , para los pueblos indígenas que habitaban los fértiles valles de Duitama, Sogamoso y Paipa.

## Cultura

### Festividades
Sus tradiciones siempre se han conservado procurando mantenerlas basadas en las fiestas de los antepasados las celebraban y es así que el Corregimiento de Palermo tiene dentro de su calendario de eventos la celebración de la Semana Santa, las festividades de sus veredas El Retiro, San Pedro, Peña Blanca, la fiesta de la Virgen Del Carmen, festividades de la vereda El Venado;
Las tres principales festividades que están institucionalizadas son:
- Las Ferias, Fiestas y Exposiciones Patronales que se realizan en el primer fin de semana del mes de septiembre en honor a su patrona, Santa Rosalía, donde se destacan muestras culturales, gastronómicas, artesanales, artísticas y ganaderas. Donde se realiza la tradicionales corralejas, juegos pirotécnicos y verbenas populares con artistas nacionales y de trayectoria internacional.

- Festival de La regañona, el queso palermano y la arepa cariseca que se realizan para el segundo fin de semana de octubre, en el cual se celebra un homenaje a los principales productos gastronómicos del corregimiento, con feria gastronómica, desfile de carrozas y comparsas, bailes  tradicionales, y verbenas populares con excelentes artistas de renombre nacional e internacional.

- El tradicional Aguinaldo Palermano que se realiza del 16 al 24 de diciembre; en el cual las 8 veredas y las vecinas veredas de chinata y la sabaneta del municipio Gambita Santander realizan cada una tiene su día en el aguinaldo donde realizan muestras artísticas y culturales que integran a las comunidades para esperar la anhelada Navidad. También se realiza  el tradicional concurso de muñecos de año viejo el 31 de diciembre para despedir todos los años, festividades que se realizan para la integración cultural y diversión de propios y extraños.

### Música
La música tradicional de Palermo, Boyacá, es una rica expresión del folclore colombiano, caracterizada por géneros como el torbellino, el bambuco, la guabina y la carranga. Estos estilos musicales reflejan la vida rural y las costumbres de la región, con letras que narran historias de amor, trabajo y la belleza del paisaje boyacense. La historia musical de Palermo se remonta a las festividades y celebraciones campesinas, donde la música era un elemento central para la cohesión social y la transmisión de valores culturales. Agrupaciones locales, cómo Voces de mi Pueblo, han mantenido viva esta tradición, incorporando instrumentos típicos como el tiple, el requinto, la guitarra y la guacharaca. Además, eventos como las fiestas patronales y los festivales folclóricos han sido fundamentales para preservar y promover la música tradicional. La música de Palermo no solo es un medio de entretenimiento, sino también una forma de preservar y transmitir la identidad cultural de sus habitantes a las nuevas generaciones.

### Literatura
- RECUERDOS DE MI ALDEA (1995) Monografía de Palermo - Boyacá  Autor: Miguel Antonio Díaz Becerra

## Turismo

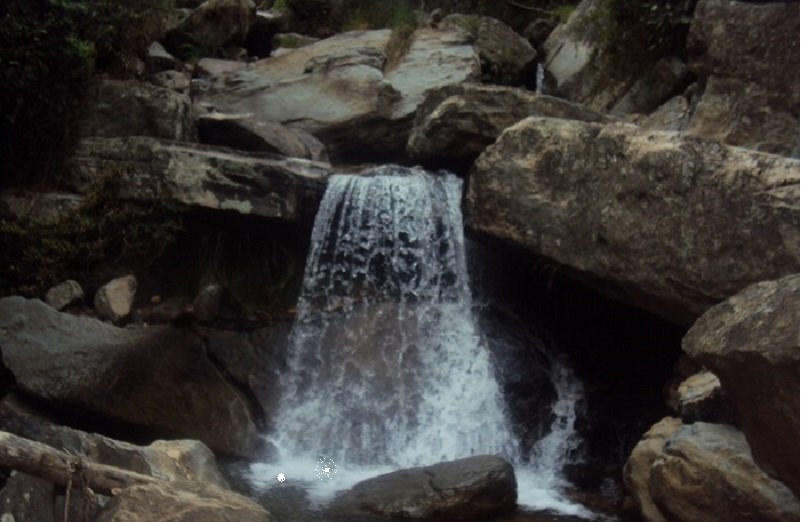
Cascadas - Quebrada El Coso

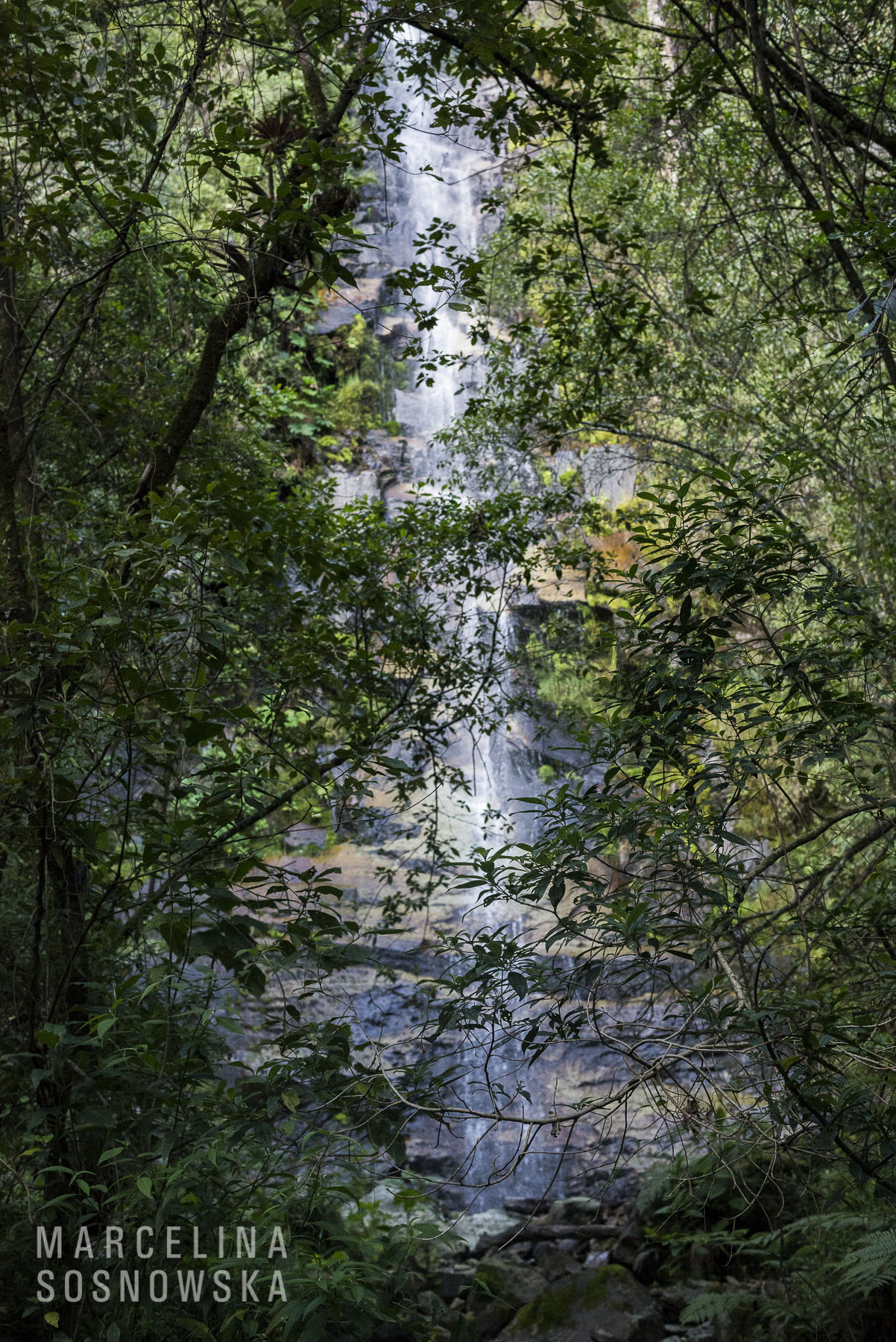
Cascada La Chorrera - Quebrada La Venta

Se caracteriza también por sus atractivos naturales tales como cascadas, ríos y caminos de herradura. Desde el centro de Palermo hasta el cerro de la muela es un recorrido exigente con un ascenso vertiginoso. Desde la cima del cerro se puede observar la cadena montañosa que separa los departamentos de Boyacá y Santander. También desde allí si se tiene el equipaje se puede practicar parapente volando y observando uno de los más bellos paisajes de Boyacá.
Entre sus atractivos turísticos están la cascada denominada La Chorrera una hermosa caída de agua en la Quebrada La Venta de aprox. 50 metros de caída libre ubicada a 10 minutos caminando del pueblo, también encontramos el Puente De La Ladera, El Pozo De Los Patos, quebrada "El Coso" y sus innumerables pequeñas cascadas y al colindar con el municipio de Gambita las famosas cascadas del Pie de Fimique.
También el Cerro de la Muela es un excelente mirador en el cual se puede observar hermosos paisajes y los límites de Boyacá y Santander. Al colindar Palermo muy cerca de la reserva regional de flora y fauna de Ranchería se ofrecen múltiples senderos ecológicos y el famosa Cascada Chorro Blanco que es una caída de agua de 15 metros aprox. ubicada en la misma reserva.
Además Palermo cuenta como un gran recurso turístico por estar rodeado de varios páramos muy importantes de Boyacá de los cuales nacen importantes quebradas, ríos y cascadas cuenta con una gran reserva hídrica importante que nutre varios municipios.

#### Cascadas de Pie de Fímeque
A 9 km del Centro poblado de Palermo por la vía que conduce a Santander se aprecia en esta región los innumerables frondosos árboles, plantas nativas, caminos de herradura y el Río Palermo (Chontales). Se llega después de pasar por la vereda el Fical, a la vereda de Chinata (Gambita) , en donde encontramos muchas espectaculares cascadas en el sitio llamado Pie de Fímeque, sus aguas cristalinas, la tranquilidad y la belleza natural son motivaciones importantes para visitar este lugar. 

### Hospedaje
En Palermo, Boyacá, se están desarrollando interesantes proyectos de hospedaje enfocados en el turismo sostenible.
- Tincavita Hotel: Este alojamiento se enfoca en la sostenibilidad y el ecoturismo. Ofrece cabañas construidas con materiales locales y reciclados, y cuenta con programas de conservación ambiental y actividades como senderismo (visita a lagunas y cascadas) y observación de aves.
- Hotel Hospedando sueños y Restaurante Santa Rosalía: Un hotel familiar que ofrece una experiencia más íntima y personalizada. Sus habitaciones están decoradas con artesanías locales y los huéspedes pueden disfrutar de comidas de alta cocina preparadas con ingredientes frescos de la región.

Estos son solo algunos ejemplos de los tipos de hospedaje que puedes encontrar en Palermo, Boyacá. Cada uno ofrece una experiencia única que resalta la belleza natural y la cultura local de la región.

#### Lugares de Interés de Palermo

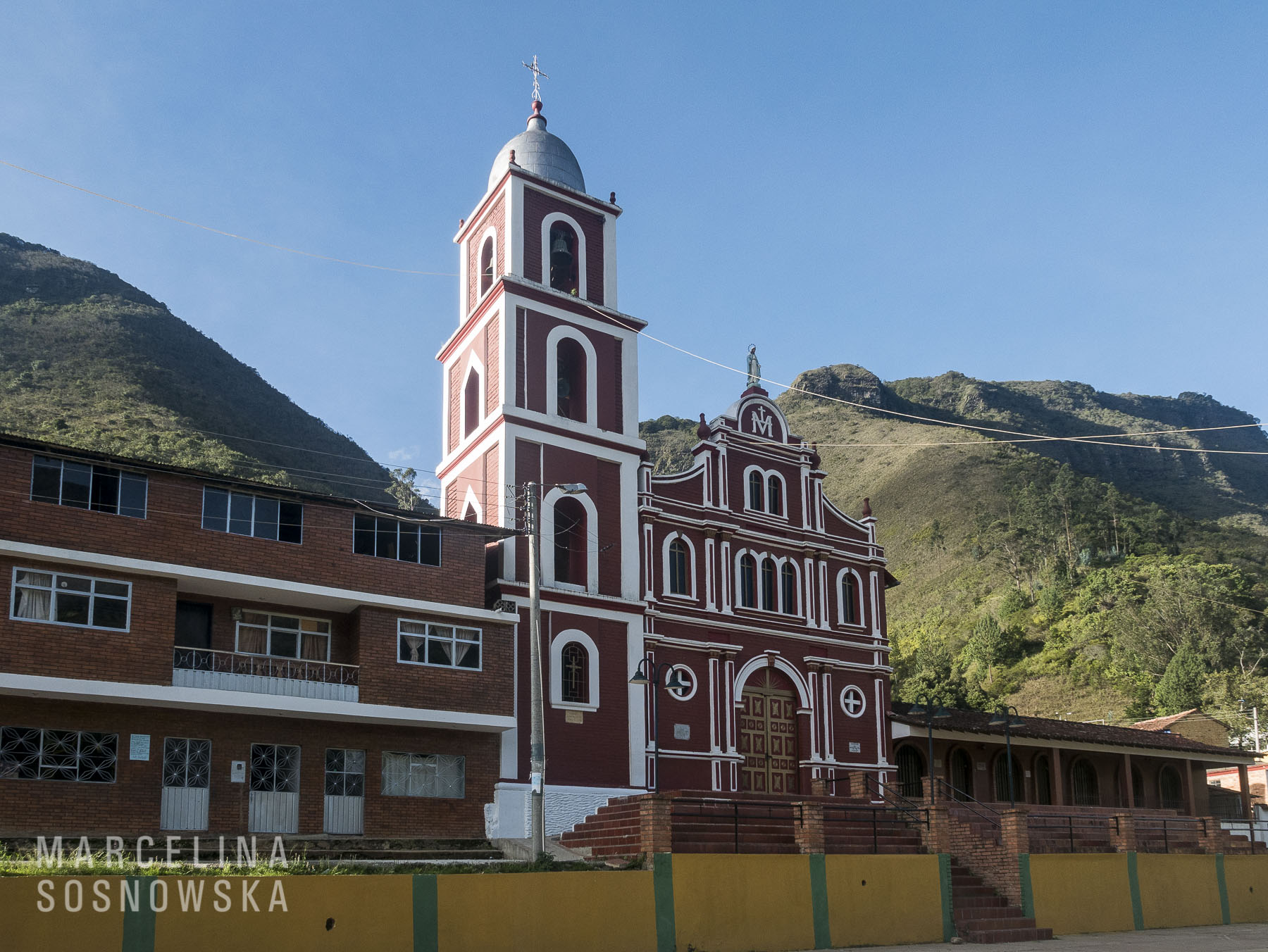
Parque de Palermo al amanecer
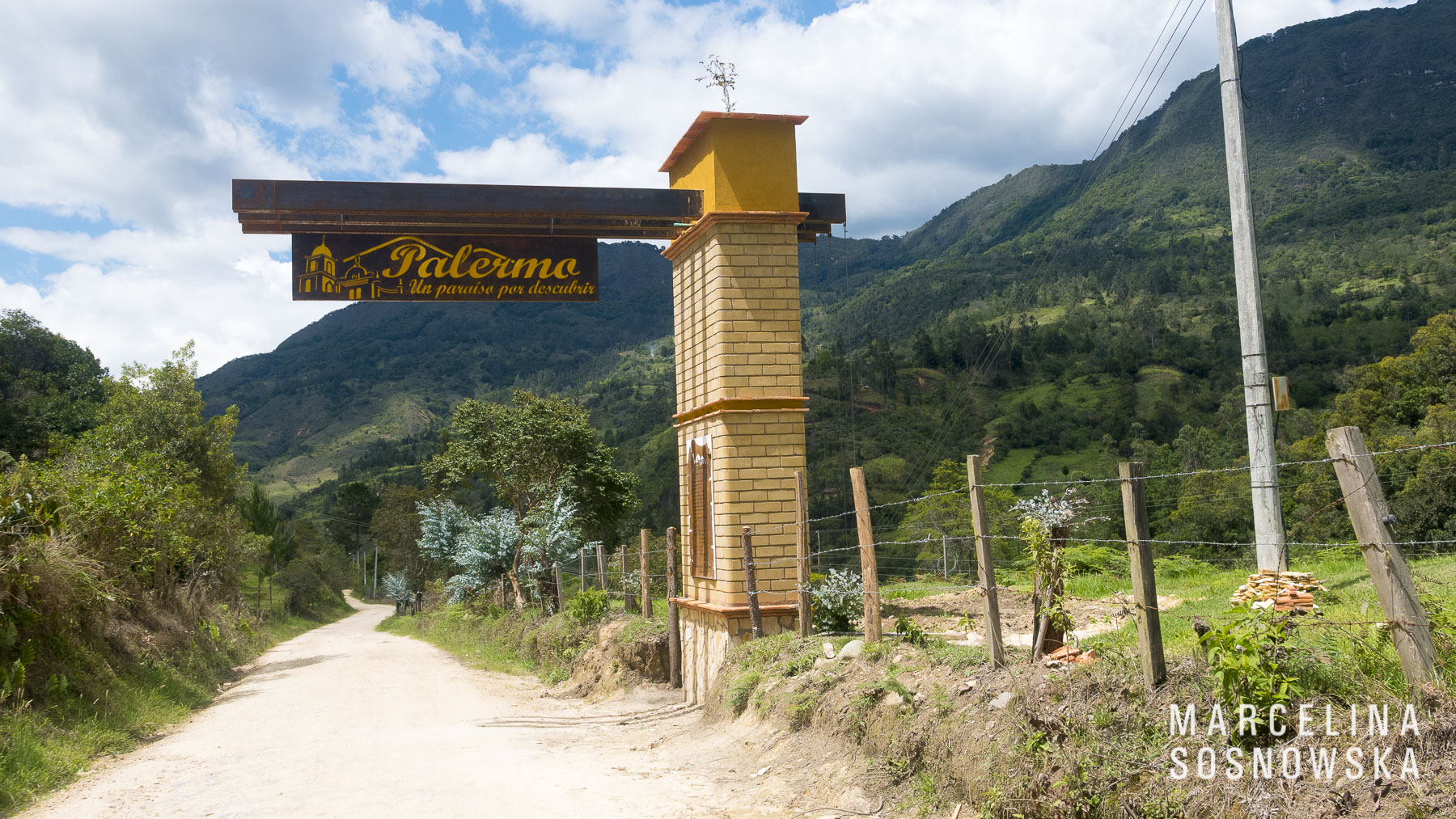
Entrada a Palermo Boyacá
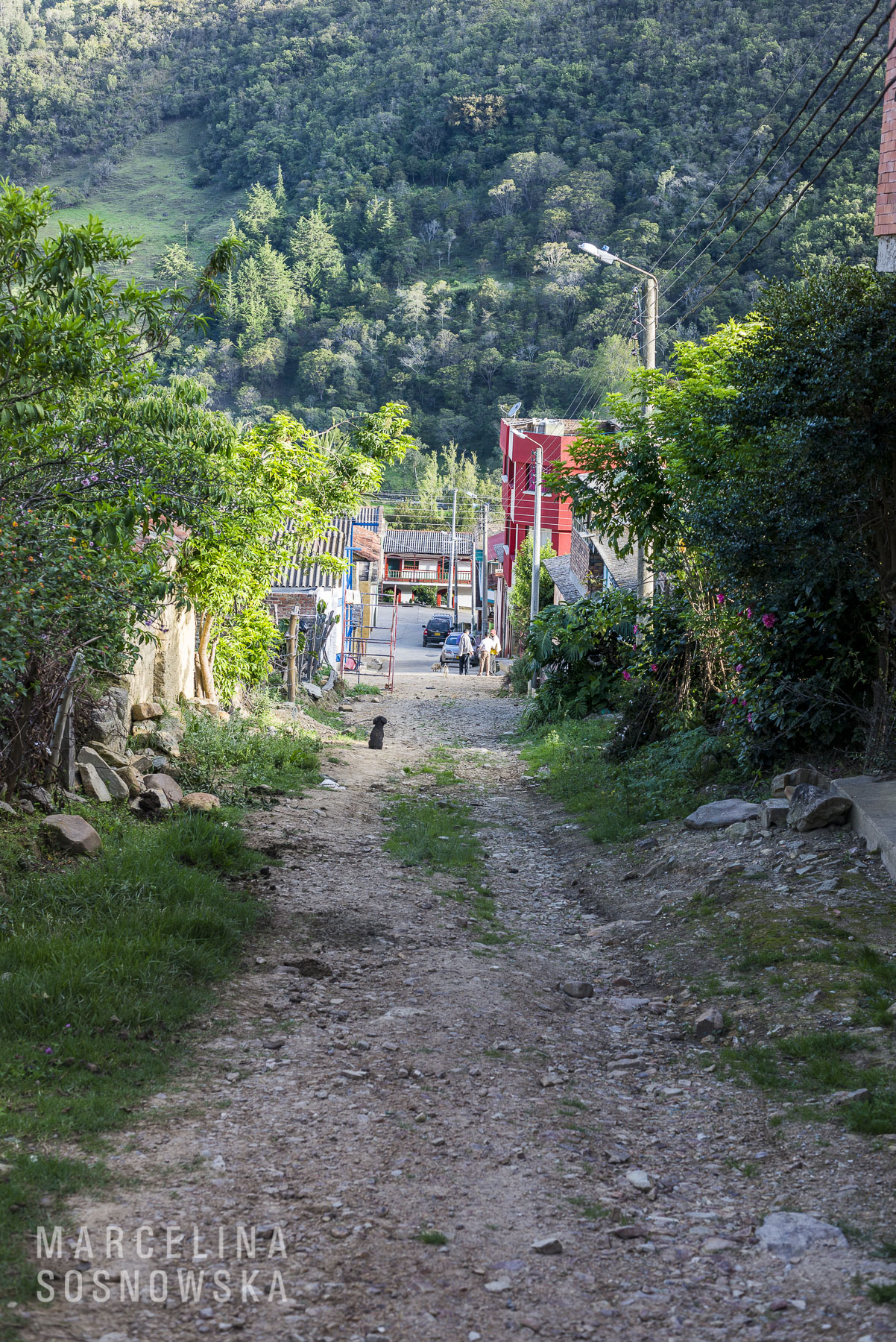
Palermo Boyacá camino
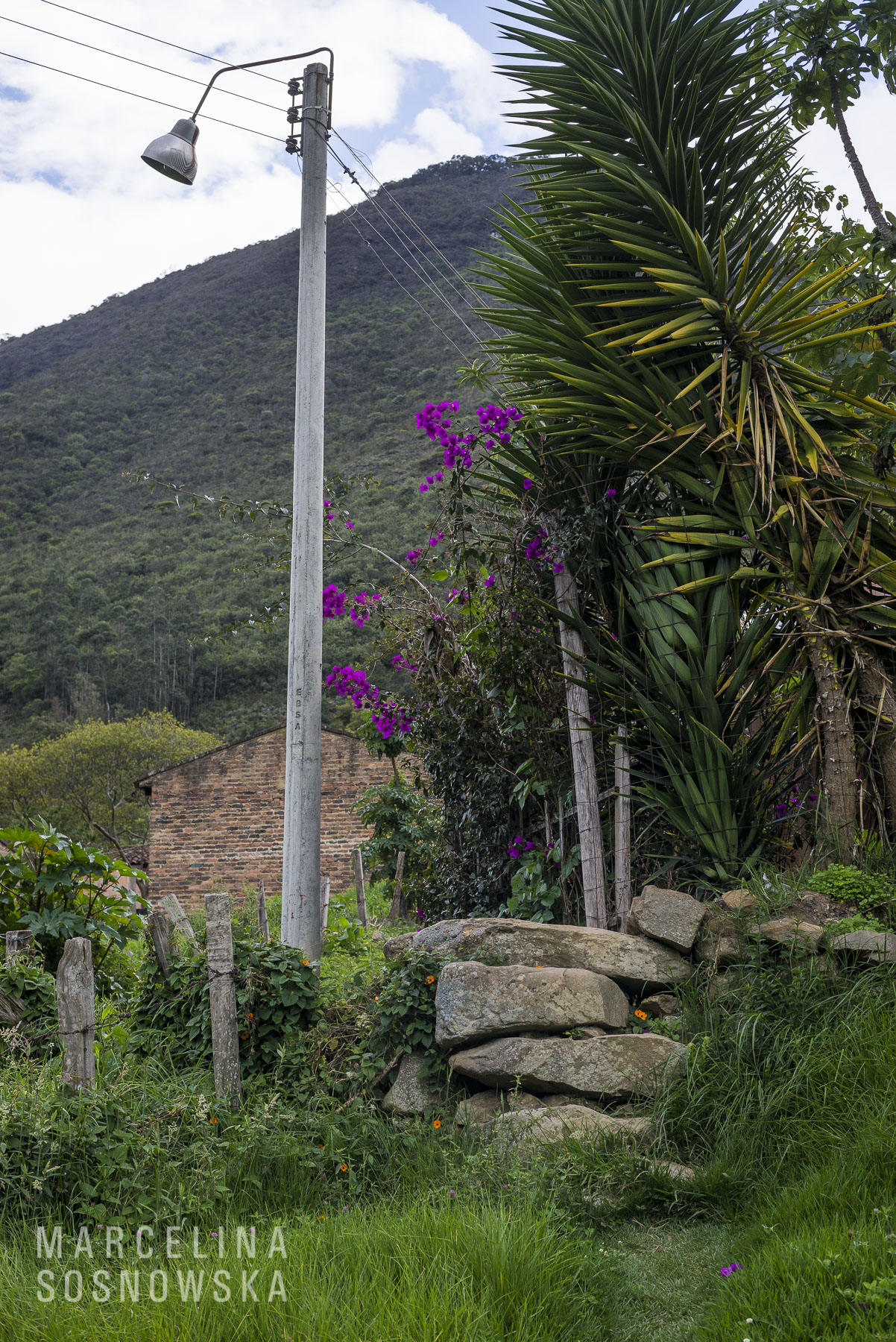
Palermo Boyacá naturaleza
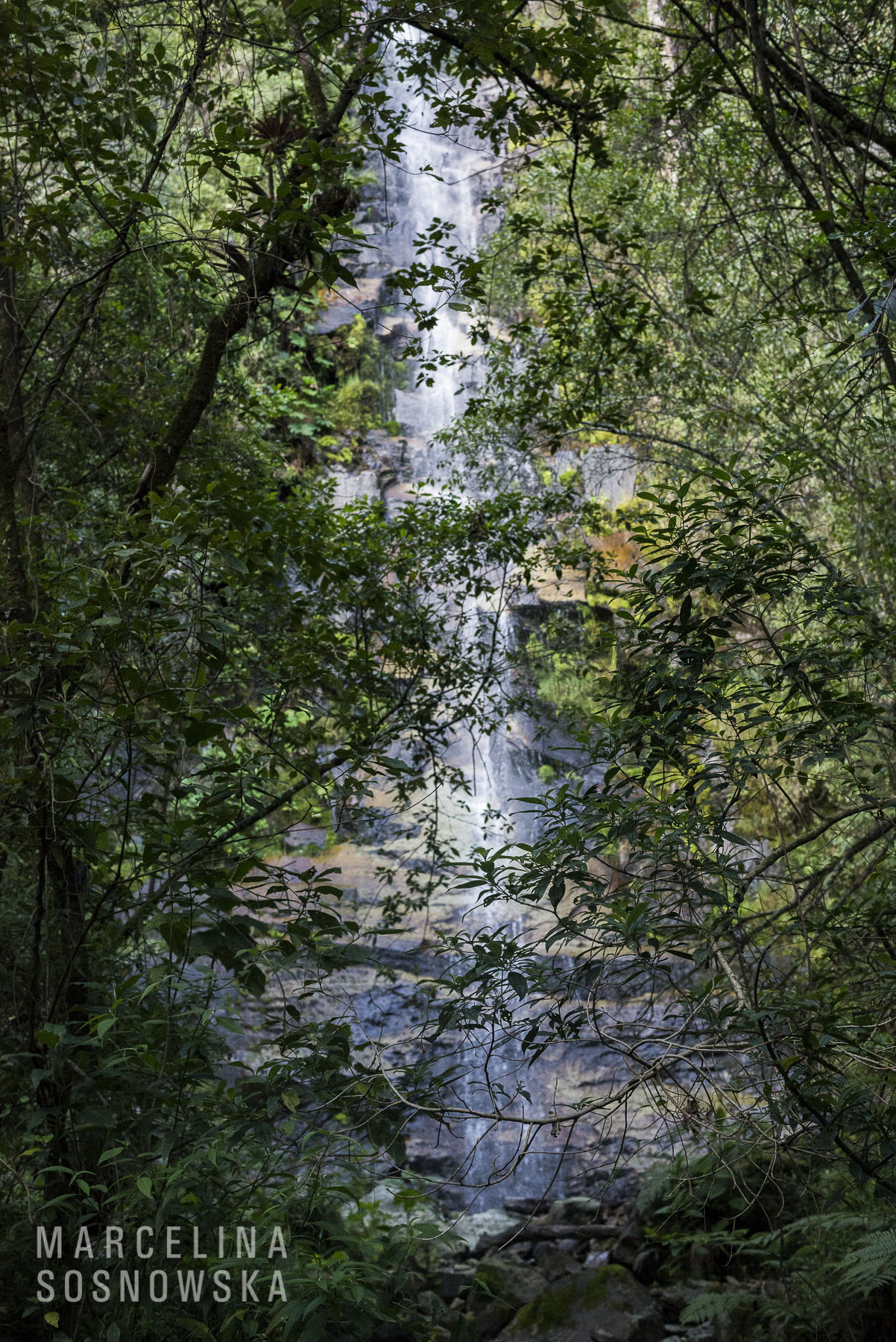
Palermo Boyacá cascada la venta
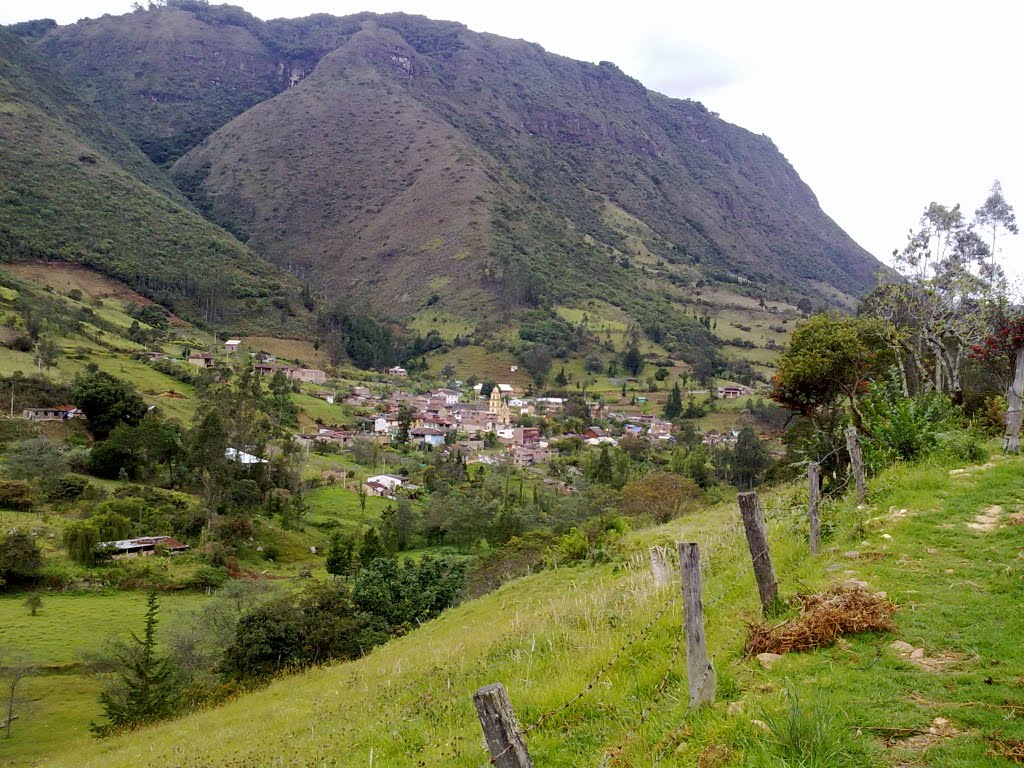
Panorámica general del Centro poblado de Palermo.
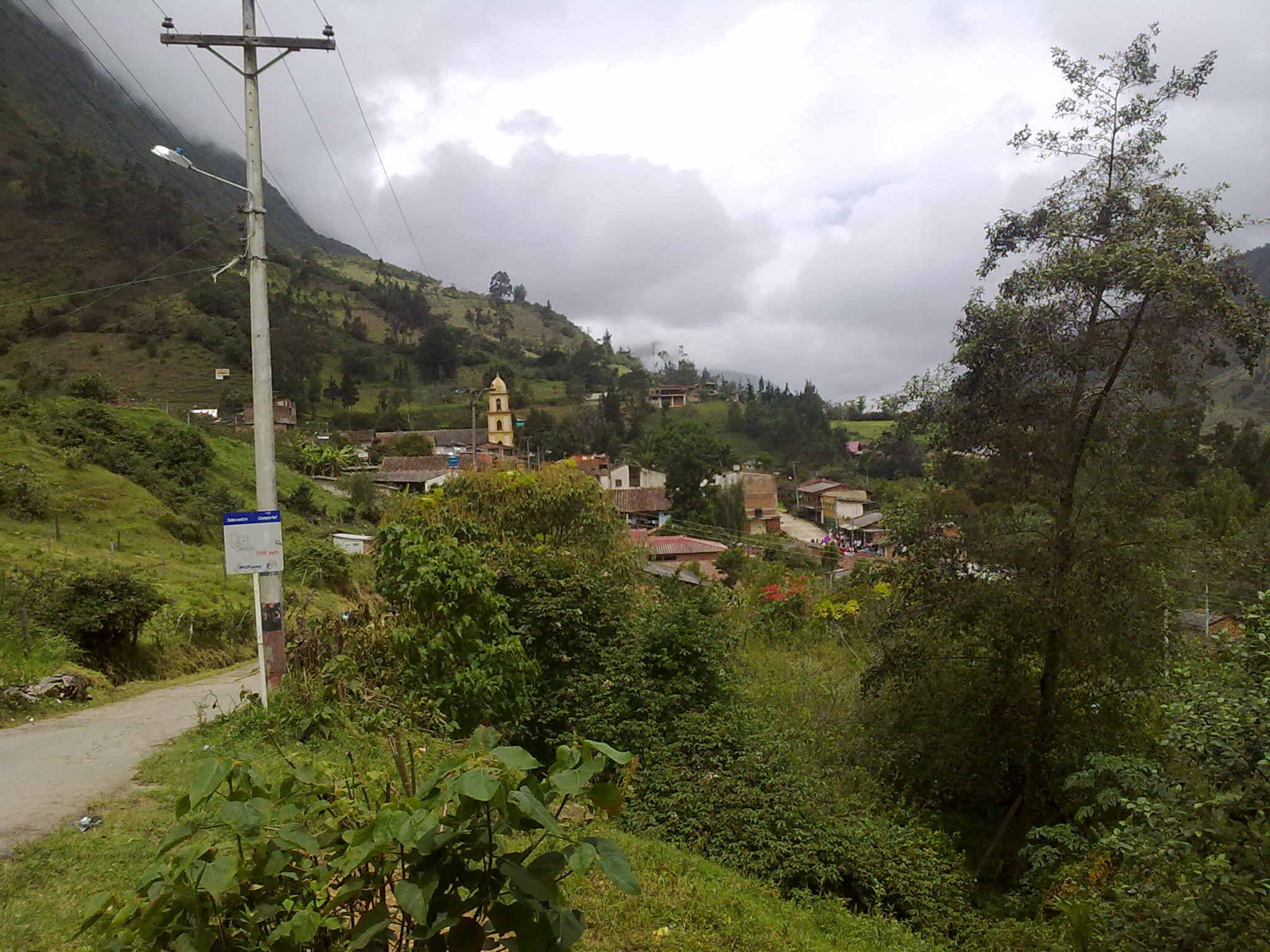
La loma.
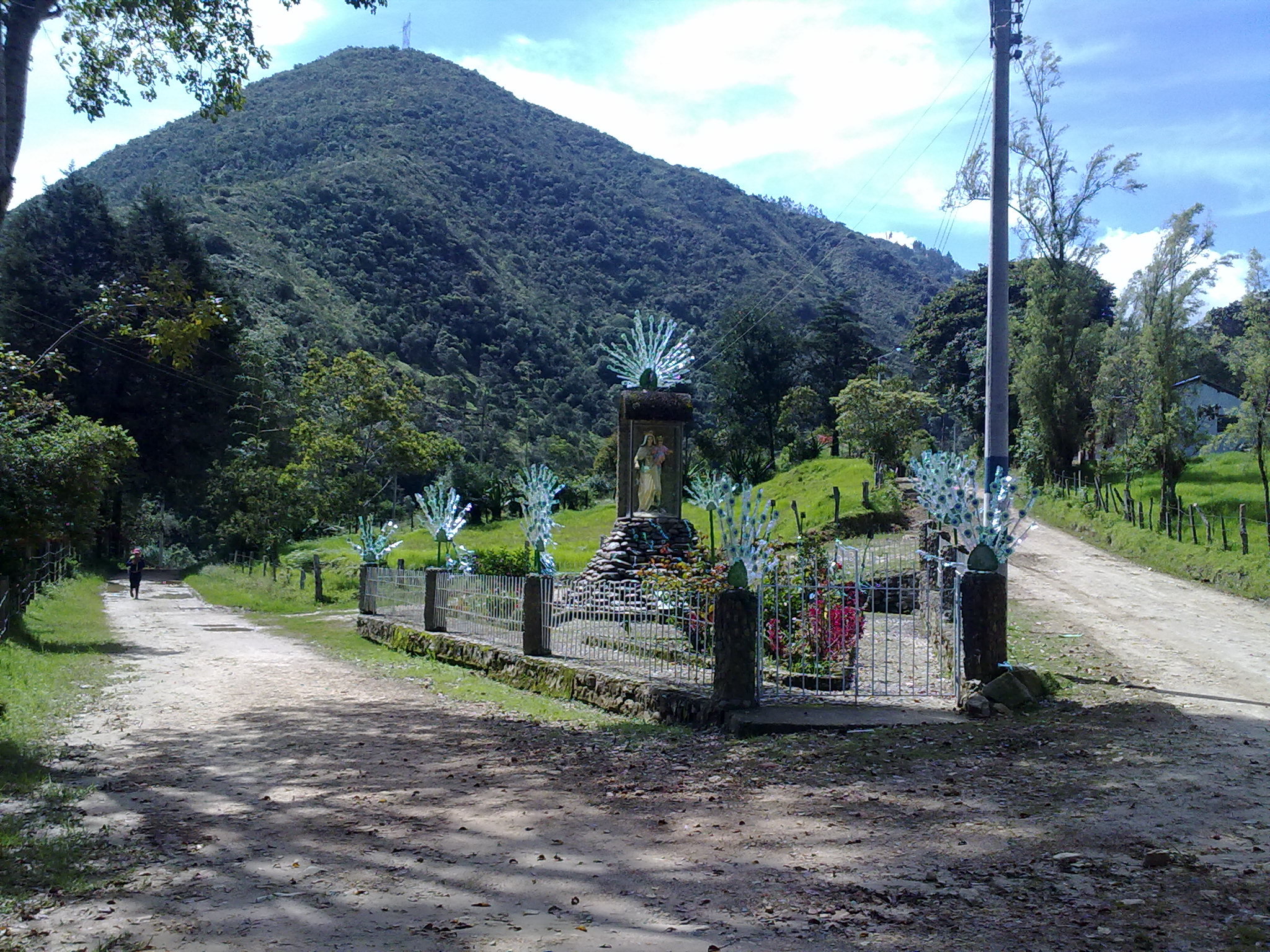
En la entrada.
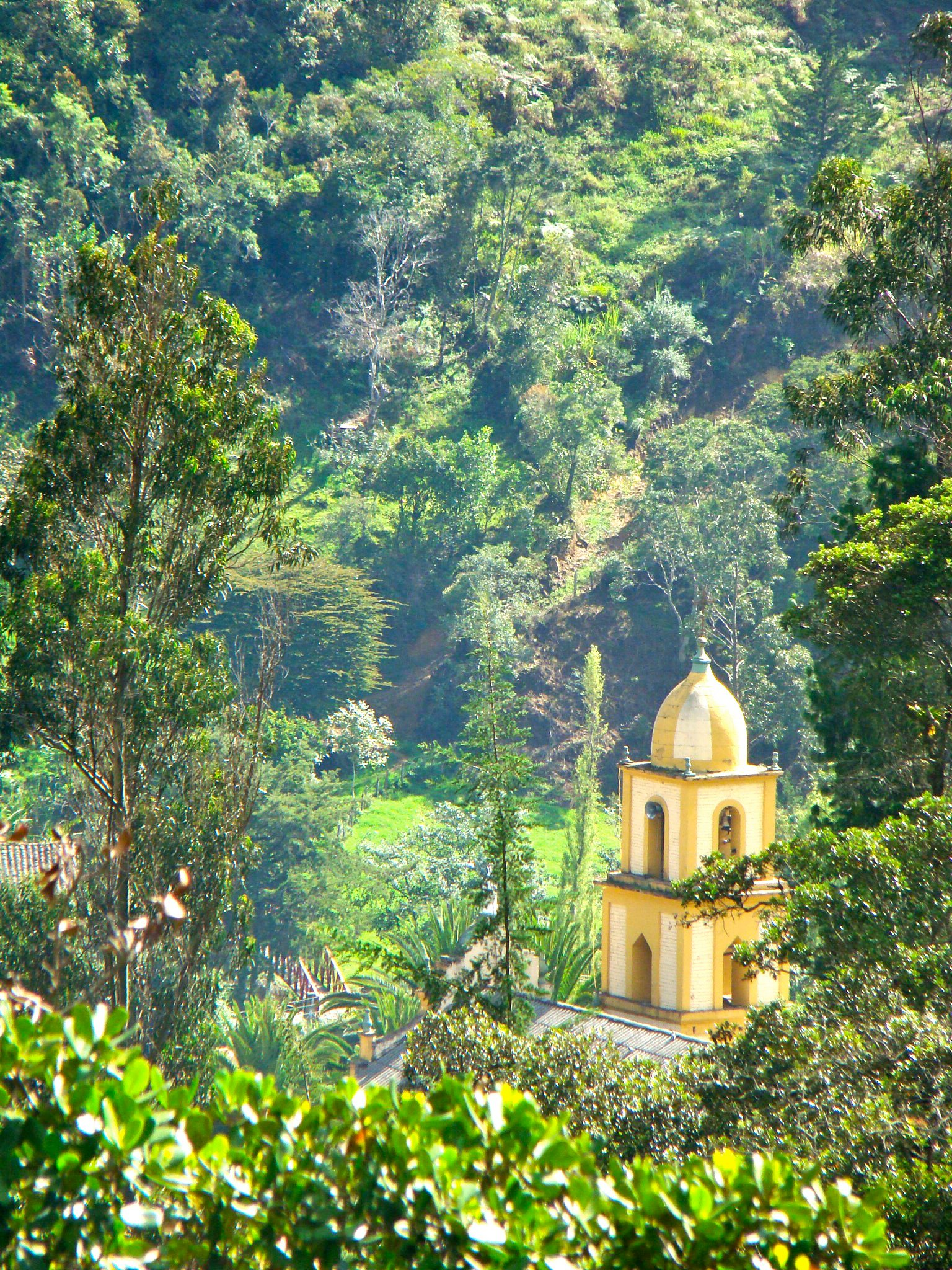
Iglesia del sagrado corazón.
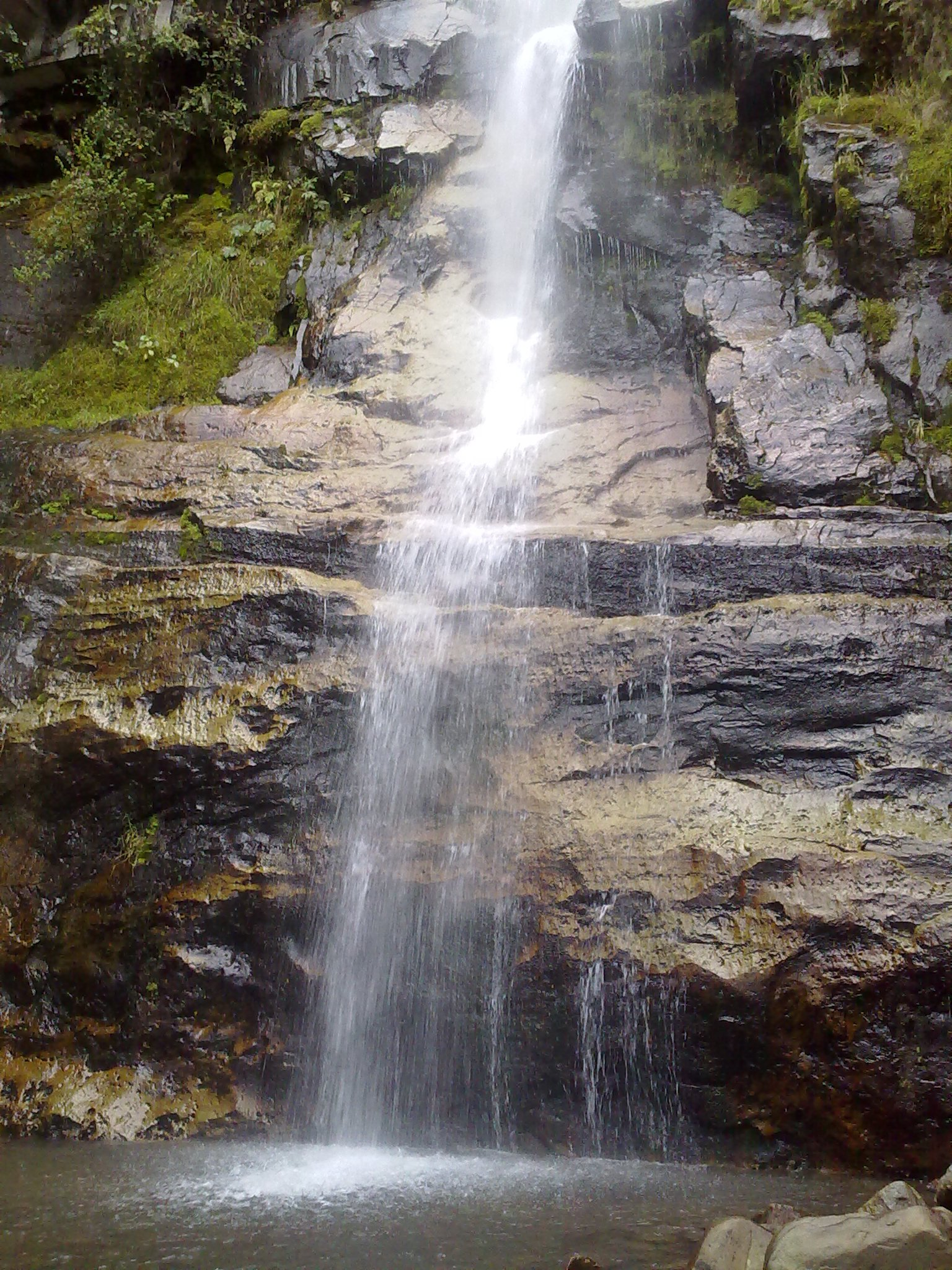
Cascada la Chorrera quebrada la venta